# Serpent Saints - The Ten Amendments
Albums de Entombed
Inferno
(2003)
Serpent Saints: The Ten Amendments est le neuvième et dernier album studio en date du groupe de Death metal suédois Entombed. L'album est sorti en juin 2007 sous le label Threeman Recordings.
C'est le tout premier album du groupe enregistré avec le batteur Olle Dahlstedt.

## Musiciens
- Lars Göran Petrov - chant
- Alex Hellid - guitare
- Nico Elgstrand - basse
- Olle Dahlstedt - batterie

## Liste des morceaux
1. Serpent Saints - 05:04
2. Masters of Death - 05:00
3. Amok - 04:44
4. Thy Kingdom Koma - 04:07
5. When in Sodom - 05:40
6. In the Blood - 04:39
7. Ministry - 02:43
8. The Dead, the Dying and the Dying to Be Dead - 03:31
9. Warfare, Plague, Famine, Death - 03:20
10. Love Song for Lucifer - 03:06